# Spoorweghalte

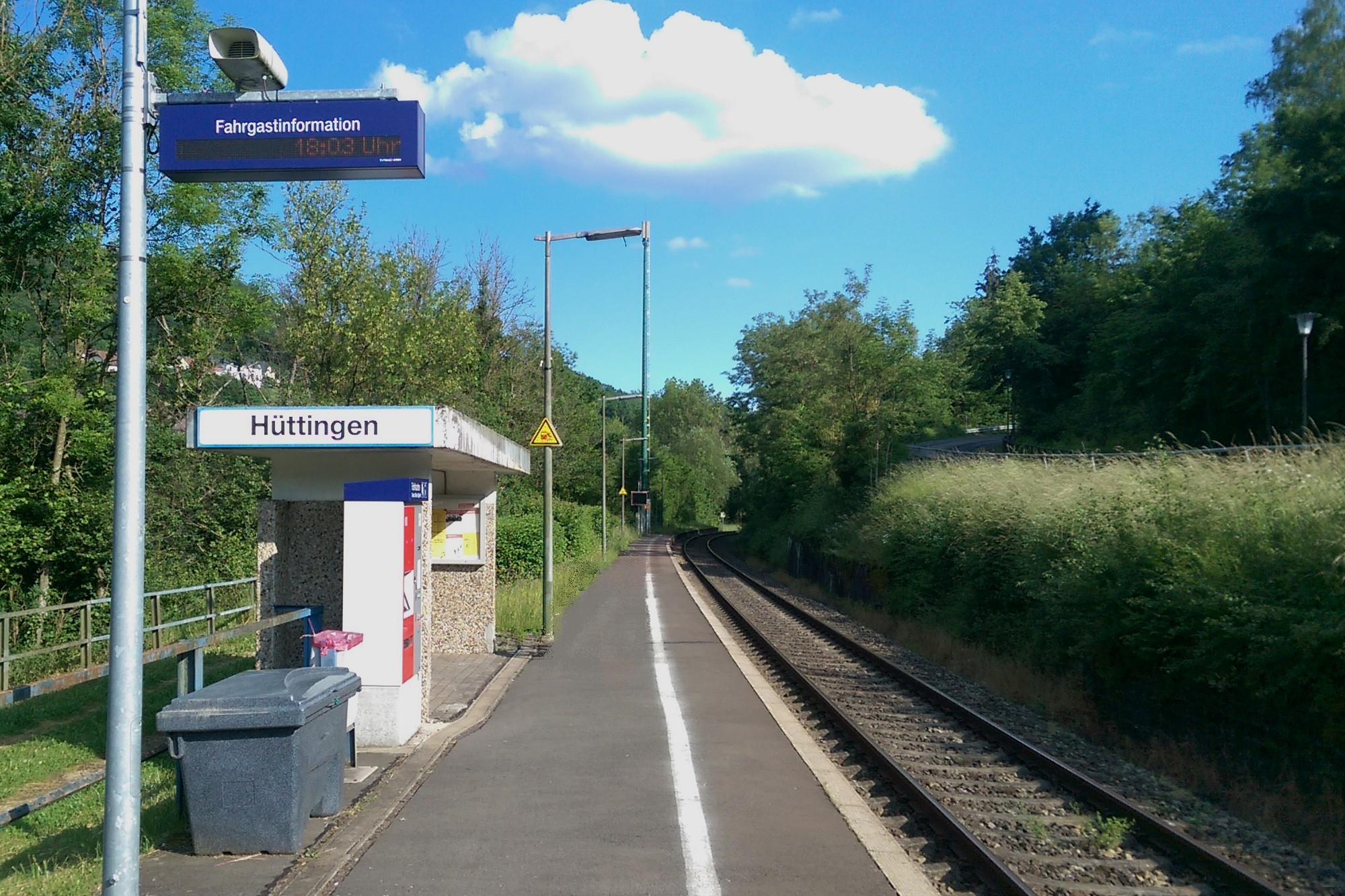
Spoorweghalte in Hüttingen an der Kyll

Een spoorweghalte of stopplaats is de term voor een (eenvoudige) haltevoorziening op de vrije baan waar een trein enkel kort kan stoppen, maar altijd zijn weg in dezelfde richting zal vervolgen. Het traditionele verschil met een station is dat een halte geen bediende seinen en wissels heeft.
Op een enkelsporig traject is daardoor het belangrijkste verschil, dat een station de mogelijkheid biedt om te kruisen; op een halte is dit niet mogelijk.
In het dagelijks spraakgebruik wordt er echter vaak geen onderscheid meer gemaakt tussen haltes en stations, maar wordt iedere plaats waar treinen halteren station genoemd.
De benaming halte wordt ook (vooral in België) gebruikt voor een station waar geen personeel aanwezig is.

## Verschil tussen een halte en stopplaats
Het Algemeen Reglement voor den Dienst op de Spoorwegen geeft voor Nederland het enige juridische verschil tussen een halte en een stopplaats. Een stopplaats had als verschil met een halte dat er geen faciliteiten waren voor bagagevervoer. De term stopplaats wordt overigens pas voor het eerst in het reglement uit 1913 genoemd. In 1933 wordt de term weer afgeschaft: de stopplaatsen kregen de naam halte, terwijl halten weer de naam station kregen.